# In der Hälver
In der Hälver ist ein Ortsteil von Halver im Märkischen Kreis im Regierungsbezirk Arnsberg in Nordrhein-Westfalen (Deutschland).

## Lage und Beschreibung
In der Hälver liegt auf 325 Meter über Normalnull im nordöstlichen Halver im Tal der Hälver, einem Zufluss der Volme, an der Landesstraße L868. Die Nachbarorte sind Halverscheid, Wiene, Steinbach, Carthausen und Heesfelder Hammer. 
An der Hälver haben sich am Ort Gewerbebetriebe angesiedelt, die auf dem Halver Breithammer zurückgehen.

## Geschichte
In der Hälver wurde erstmals 1769 urkundlich erwähnt und entstand vermutlich kurz zuvor als ein Abspliss Hofschaft Steinbach.
Der Halver Breithammer, ein wassergetriebenes Hammerwerk, ist seit dem Jahr 1764 belegt. Der Ort lag an der Trasse der Hälvertalbahn.
Im Jahre 1838 gehörte In der Hälver unter dem Namen Hälver der Oeckinghauser Bauerschaft innerhalb der Bürgermeisterei Halver an. Der laut der Ortschafts- und Entfernungs-Tabelle des Regierungs-Bezirks Arnsberg als Hammerwerk kategorisierte Ort besaß zu dieser Zeit eine Fabrik bzw. Mühle.
Das Gemeindelexikon für die Provinz Westfalen von 1887 gibt eine Zahl von 53 Einwohnern an, die in vier Wohnhäusern lebten.